# 센스 N120
센스 N120(Sens N120)은 삼성전자가 2009년 4월 23일에 출시한 넷북 컴퓨터이다. 스웨덴 전문직 조합의 환경 인증 규격인 TCO 3.0 인증을 획득하였다.

## 세부 모델
N120의 세부 모델과 그 차이는 아래와 같다.
| 모델명        | 색상   |
| ------------- | ------ |
| NT-N120-KA16B | 블랙   |
| NT-N120-KA16W | 화이트 |